# アイフォーシー
株式会社アイフォーシー（英: IforC Co.,Ltd.、以下IforC）は、日本のイベント関連企業。元プロ野球選手のセカンドキャリア支援を目的としたイベントの企画・運営を主業としつつ、アスリートやタレントのマネジメントや人材紹介サービスなどを行う。
社名は創業者の高松隆太が、人生において重要だと感じている、I（自分,愛）、F（for 〜のために,4）、C（自信：Confidence、 集中：Concentration、機会：Chance、集える場所：Community）を組み合わせたもので、「ワクワクを、つなぐ」が会社スローガンである。

## 沿革
- 2015年
  - 11月 - イベント事業を開始。
- 2016年
  - 3月 - 「野球×音楽」をテーマにしたイベントを東京都世田谷区下北沢のライブハウスにて開催。ゲストはG.G.佐藤[1]。
  - 7月 - 「野球×音楽」をテーマにしたイベント第2弾を東京池袋のライブハウスにて開催。ゲストは川崎憲次郎。
- 2017年
  - 3月 - 都内の飲食店、ライブハウス、イベント会場にて元プロ野球選手をゲストとした数多くのイベントを手掛ける。
- 2018年
  - 7月27日 - 東京都千代田区にて株式会社IforCを設立[2]。
  - 11月 - イベントサービス名を「ウッチャエ」にリニューアル。アンバサダーには、元プロ野球選手の川崎憲次郎、米野智人がいる[3]。
  - 12月 - 人材紹介事業を開始[4]。
- 2019年
  - 6月 - 月額課金制の野球ファンコミュニティサービス（オンラインサロン）を開始。
  - 12月 - 現役プロ野球選手が出演するトークショーを都内にて開催。
- 2020年
  - 2月 - 主業であるイベント企画・運営と並行して、他社イベントの運営請負を開始。
  - 6月 - コロナウイルスの影響によりオンライントークショーを定期開催。
  - 11月 - 主催したイベント累計本数が100本に到達する。
- 2021年
  - 3月 - DeNA（ディー・エヌ・エー）が運営する国内最大級のライブ配信アプリ「Pococha（ポコチャ）」にてライバー事務所を設立。
- 2022年
  - 3月 - アスリート・タレントのマネジメント事業を開始[5]。

## 主な運営サービス
- 野球イベントコミュニティ「ウッチャエ」
- 人材紹介サービス
- マネジメント、キャスティング
- 「Pococha（ポコチャ）」にてライバー事務所の運営